# Morebilus swarbrecki
Espèce
Synonymes
- Rebilus swarbrecki Dunn & Dunn, 1946

Morebilus swarbrecki est une espèce d'araignées aranéomorphes de la famille des Trachycosmidae.

## Distribution
Cette espèce est endémique du Victoria en Australie. Elle se rencontre sur le mont Buffalo et vers Preston (d).

## Description
La femelle holotype mesure 20,6 mm, la carapace 8,5 mm de long sur 8,0 mm et l'abdomen 12,1 mm de long sur 7,5 mm.
La femelle décrite par Platnick en 2002 mesure 21 mm.

## Systématique et taxinomie
Cette espèce a été décrite sous le protonyme Rebilus swarbrecki par A. P. Dunn (d) et R. A. Dunn (d) en 1946. En 2002, elle est placée dans le genre Morebilus par l'arachnologiste américain Norman I. Platnick (1951-2020).

## Étymologie
Cette espèce est nommée en l'honneur d'Eyre Swarbreck qui a collecté la femelle holotype.

## Publication originale
- (en) A. P. Dunn et R. A. Dunn, « Studies in Australian spiders », Victorian Naturalist, Melbourne, FNCV et inconnu, vol. 63,‎ août 1946, p. 87-93 (ISSN 0042-5184 et 2208-6277, OCLC 1586391, lire en ligne).